# Totontepec Villa de Morelos
Totontepec Villa de Morelos es una comunidad mexicana cabecera del municipio homónimo, ubicada en el distrito mixe del Estado de Oaxaca. Se sitúa a unos 1.840 metros sobre el nivel del mar y se localiza a 146 kilómetros de la capital del estado, Oaxaca de Juárez. A pesar de la influencia mixe, el topónimo es de origen náhuatl, que significa "cerro caliente".Cuando los primeros pobladores llegaron a esta zona se establecieron en El Llano, pero ahí morían los niños. Después, los ancianos guiados por los colibríes encontraron un manantial a un lado del palacio municipal actualmente, donde fundaron a Anyukojm- Totontepec hace 2,000 años aproximadamente, algunos pueblos de la parte media y baja inmigraron de algunas zonas del Istmo de Tehuantepec según el arqueólogo Marcus Winter. Después, en el año 200 d. C. los mixes construyeron la pirámide del centro ceremonial Mëjüdöönm-Móctum porque en mixe se llama el lugar de la gran celebración Mëjüdöönm que viene de la palabra müjë tun hacer fiesta alguien. El símbolo de Anyukojm es la Peña del Trueno; es, además, su protector y guardián. El gran rey Konk Oy, residió en Anyukojm, fue el líder más importante, símbolo de libertad del pueblo mixe, vivió en la época de los señoríos (de 900 a 1521 de nuestra era) específicamente Konk Oy al parecer se puede ubicar de 1332 a 1415 aproximadamente. Las luchas de Konk Oy contra los zapotecos y mixtecos capitaneados por Zaachila I a fines del siglo XIV, entre los años de 1385 y 1415. Se dice que Konk Oy nunca fue conquistado a pesar de que estos pueblos le incendiaron el Zempoaltépetl (montañas ubicadas dentro del territorio mixe) al no poder vencerlo en su fortaleza y las luchas de los mixes contra los aztecas en 1503 aproximadamente. Continúa con la llegada de los españoles en 1522 y su  derrota por las armas  mixes, el inicio del cristianismo con los misioneros dominicos en 1548. El sistema de gobierno colonial desde 1563 compuesto por el gobernador, los regidores, el escribano, el fiscal. El fiscal era una autoridad en la época colonial se  encargaba  de castigar con azotes a los feligreses que no cumplían los deberes de la religión católica. 

## Descripción del lugar
Los habitantes locales, llamados totontepecanos, hablan el español de México y un dialecto de la lengua mixe. Cada dialecto de la lengua mixe es diferente según la comunidad en la que se encuentre. De acuerdo al censo de población de 2005, la comunidad tenía una población de 1.567 personas.
La característica más notable de esta población es una roca que se puede ver desde casi cualquier sitio. Lo llaman "La Peña del Trueno", se encuentra en la parte superior de la montaña en la que se encuentra asentada esta población, los lugareños suelen escalar la montaña para encender velas de oración y obtener una gran vista de su comunidad.
Como cabecera municipal, Totontepec tiene que regular las siguientes comunidades: San José Chinantequilla, El Duraznal, Patio Grande, Rancho Alejandro Villegas, San Francisco Jayacaxtepec, San Marcos Moctum, San Miguel Metepec, Santa María Huitepec, Santa María Ocotepec, Santa María Tiltepec, Santiago Amatepec, Santiago Jareta, Santiago Tepitongo y Tierra Caliente (Rancho Uno y Rancho Dos).

## Religión
Al año 2005, de acuerdo con el citado censo efectuado por el Inegi, la población de 5 años y más que es católica asciende a 2,724 habitantes, mientras que los no católicos en el mismo rango de edades suman 2,171 personas.
Cuenta con una iglesia católica que data de 1900 que, debido a un incendio que acabó con su techo, se reconstruyó de 1979 a 1983. Cuenta también con un palacio municipal que empezó a reconstruirse en 1907.

## Tradiciones y festejos

### Fiestas
Las fiestas que se celebran en la cabecera municipal son las de los días 10 al 23 de enero en honor a San Sebastián Mártir y del 5 al 18 de agosto en honor a la Virgen de la Asunción.

### Danzas
Las danzas características de este municipio son las siguientes: Azteca, Negritos, Moros y Cristianos y la Conquista.

### Música
En la cabecera existieron y existen varios compositores de sones, marchas fúnebres, danzones, boleros, chilenas, peteneras, valses y cumbias.

### Artesanías
Las artesanías que se elaboran en este municipio son: canastos de bejuco, máscaras y canastos de mimbre.

### Gastronomía
Entre los principales platillos y antojitos de este municipio se encuentran: los tamales de masa con caldo de res, de pollo y de guajolote, también los tamales largos de amarillo, que pueden ser de tres carnes, y los tamales de fríjol.